# NGC 7252
NGC 7252 = Arp 226 ist eine verschmolzene linsenförmige Galaxie vom Hubble-Typ SA0 im Sternbild Wassermann auf der Ekliptik, die schätzungsweise 220 Millionen Lichtjahre von der Milchstraße entfernt ist. 
Halton Arp gliederte seinen Katalog ungewöhnlicher Galaxien nach rein morphologischen Kriterien in Gruppen. Diese Galaxie gehört zu der Klasse Galaxien mit amorphen Spiralarmen.
Die Galaxie wird auch Atome für den Frieden-Galaxie bezeichnet, da sie fast so aussieht wie ein Atom um welches die Elektronen kreisen. Der Ausdruck stammt von der Atoms for Peace-Rede des amerikanischen Präsidenten Eisenhower von 1953.
Das Objekt wurde am 26. Oktober 1785 von William Herschel entdeckt.

Die Galaxie NGC 7252 aufgenommen vom Hubble-Weltraumteleskop